# ARuFa
ARuFa（アルファ、1991年4月21日 - ）は、日本のWebライター、ブロガー、音楽家、絵本作家。東京都江戸川区西葛西生まれ、千葉県船橋市出身。

## 経歴
4人兄弟の長男で、弟が1人、妹が2人いる。
2005年よりブログ「ARuFaの日記」を開設し、インターネット上で活動を開始した。「下敷きを多数連結してバリアをつくる」「老若男女が並べば『能力者』っぽい写真が撮れるんじゃない？」「部屋の中を森にして自宅で『森林浴』をしてみました」「ケツにプロジェクションマッピング」といった、思いつきを実現するスタイルの記事で人気を得ている。2017年5月には、それまでの人気記事を再構成した書籍『超 暇つぶし図鑑』を出版。出版元の宝島社によると、刊行後1ヶ月で7万部を売り上げている。
元々は小学校の教師を志望しており、大学では教育学部に通っていたが、教育実習中、児童にARuFaであることがバレてしまったことから教師の道を断念する。なお、教員免許自体は取得している。その後、ブロガーとしての経験を活かすため、大学卒業後はウェブコンテンツを制作・運営する株式会社バーグハンバーグバーグに入社した。
また、VOCALOIDなどを使ったインディーズ楽曲やパフォーマンスの動画をニコニコ動画に投稿するなどもしており、2011年にはコンピレーションアルバム『0002:a galaxy odyssey』に参加し商業デビューしている。ボーカロイドレーベル・GINGAに"a galaxy odyssey crew"として所属し、GINGA主催のDJイベントに幾度か出演。ARuFaがメインのDJイベントが催されたこともあった。ほか、2019年8月・2021年7月にアーケード向けリズムゲーム『WACCA』とのコラボレーションが行われ、ARuFaが歌唱を担当している楽曲（作詞・作曲は他者に依頼）が同ゲームに収録されている。
株式会社バーグハンバーグバーグの運営するウェブメディア「オモコロ」での企画として、2016年6月よりダ・ヴィンチ・恐山とともにウェブラジオ「匿名ラジオ」を毎週木曜日に公開している。YouTubeにも専用チャンネルを開設し、動画投稿を行っている。
自身の個人チャンネル以外にもバーグハンバーグバーグの運営する「オモコロチャンネル」に主要メンバーの1人として出演している。同チャンネルの動画内の罰ゲームで、2024年2月26日から10年間えびの天ぷらが食べられないことになっている。
ライター、音楽家以外の活動として、2017年4月から6月まで放送されたテレビ番組『上坂すみれのヤバい○○』（TOKYO MX・BS11）では永野たかひろと加藤亮とともに構成を担当した。また、2025年7月に公開された星野源の楽曲『Mad Hope』のミュージック・ビデオでは監督・撮影・編集を務めた。

## 名前と外見
「ARuFa」という名前は中学生の頃にチャットルームで使用していたものである。当初は「アルファ」という片仮名表記を使用していたが、単純な名前であるが故、チャットルームに同名ユーザーがいたため、かぶりの少ない「ARuFa」という表記を使用するようになった。大文字と小文字を混在していることから、他人から入力が面倒臭い・間違いやすいと指摘されており、現にエゴサーチをしていると「ARuFA」「AruFa」「AFuRa」のように間違えられていることが多いという。なお、ARuFa本人にとって、表記にこだわりはない。
記事や動画に出る際には自身の目元を隠している。記事の写真では黒い目線を入れ、YouTubeチャンネルやイベントに出演する際は目線のようなサングラスをつけている。なお、過去に発表したDVDでは編集があまりに面倒という理由で顔を露わにしている。家族が記事に登場する際には同様に黒い目線を入れている。
また、『匿名ラジオ』にてARuFaの素顔について「二重まぶたでまつ毛が長い」「山口一郎に似ている」といったことが言及されている。

## 趣味と嗜好
- 好物はおからとナスの揚げびたしとカニ。しかし、カニアレルギーであるので食べると顔がパンパンになる[3]。パクチーが苦手[3]。
- 墓地を散歩することが好きであり、夜に歩いていると撮影中のYouTuberと遭遇し、カメラを向けながら話しかけられたことに腹が立ち「下痢便」と言い放って帰ったことがある[3]。休日は主にお酒を飲んで墓を散歩している。
- 日常系アニメが好きで、家でアニメを視聴しながら延々とテキーラを呑む毎日を送っている[23]。
- パルクールの失敗動画とタイヤがひたすら潰される動画を好んで見る[24][25]。

## エピソード
- 特技は立ち幅跳び[3]。
- ベビーカーに轢かれて骨折した経験がある[26][27]。
- 3歳頃、母親を喜ばせようとシャンプーハットに尻をはめ、そのままくの字の状態で拘束され大泣きした経験があるため、それ以来シャンプーハットに形の似た向日葵が苦手になってしまった[28]。
- 60℃の熱湯に自宅で入り、あまりの熱さに洗い場に飛んで着地しプラスチックのたらいを踏み割った際、右足の中指と薬指の間を大きく切り縫った[29]。
- 暴飲暴食の末、急性胃腸炎になったことがある[30]。
- 即興で「存在しない曲」を歌うことが好き。これが高じて、2018年5月にアニメ『けいおん!』にありそうな曲として「ちょうどあいす」を作詞・作曲・歌唱して動画投稿すると[31]、「本当にありそう感」が絶妙で話題を呼び、他にも同アニメにありそうな曲を制作していた[32]。あくまで勝手に制作したネタの一つであったが、2021年2月、『けいおん!』の主人公・平沢唯の担当声優である豊崎愛生が「ちょうどあいす」をカバーした動画をYouTubeに投稿した[33]。
- 2018年7月、「未成年が危険な活動をしている[34][注 4]」「（自身への）虐待[35]」とYouTubeに判定されたため、自身のYouTubeチャンネルが停止される[36]。
- アボリジニの民族楽器・ディジュリドゥを勘で演奏できた[37]。

## メディアでの紹介
- ブログ記事内で発表した『林で海パンでも、常に動いていれば蚊に刺されないのか[38]』という動画作品が2013年7月1日放送分の『はなまるマーケット』にて取り上げられた[39]。
- Webメディア「オモコロ」の記事内にて発表した『自分のケツにプロジェクションマッピングしてみた[40]』という動画作品が2015年7月18日放送分の『スクール革命!』にて取り上げられた[41]。
- 自身のYouTubeチャンネルに投稿した『シチューのコスプレ』の動画が2023年9月3日放送分の『千鳥のクセスゴ!』にて、菅田将暉からの紹介で取り上げられた[注 5][43]。動画は番組MCの千鳥の2人や向井慧（パンサー）から絶賛され、大悟から「（クセスゴの出演者が）余裕でYouTuber[注 6]にグーンって抜かれた」と笑われた[44]。
- 「週刊現代」2018年7月21日・28日合併号の特集「日本のインフルエンサー100人」にて、「これからの日本を変える若者のカリスマ20人」の1人に選出されている[45]。

## ARu子
ARu子（アルコ、4月21日 - ）は、日本のバーチャルYouTuber、キャラクター。好物はARuFaと同じくおから。ゲームが苦手。中身はARuFa。
見た目はピンクの髪の毛に制服を着た容姿となっていて、目元にはARuFa同様黒い目線が入っている。女子高校生という設定であるが、動画内で自身が男であると発言していたり、「会社に戻る」「有休」などと発言している。
初登場は「匿名ラジオ」第67回で公開されたアニメーション映像。当初はARuFaのアニメ化キャラクターとして登場しており、声の担当はチサであったほか「ARu子」という名前はなかった。「ARu子」としての初登場は、ARuFaが所属しているオモコロのYouTubeチャンネルに2018年4月に投稿されたゲーム実況動画。
2018年11月に自身のYouTubeチャンネルを開設。当初はギターの弾き語りの動画を主に投稿していた。にじさんじの月ノ美兎とのコラボ動画を複数投稿している。

## 著書
- 超 暇つぶし図鑑（2017年5月10日、宝島社、ISBN 978-4-8002-6887-7）[53]
- あなうめえほん サトシくんのふしぎないちにち（2022年11月3日、PHP研究所、ISBN 978-4-569-88082-2） - イラスト：南波タケ[54]

## 作品

### ディスコグラフィ

#### 参加作品
- 『0002:a galaxy odyssey』（GINGA、2011年8月31日発売）
  - ネット上で活躍するVOCALOID作家から、知名度を問わず創作性の高いものを集めたコンピレーション・アルバム。「Dakuten」を提供。
- 『PINOCCHIOP BEST ALBUM 2009-2020 寿』（SMM itaku (music)、2021年3月3日発売）
  - ピノキオピーのベストアルバム。うち、リミックス音源のみを収録したDISC 3の中の「アップルドットコム - Sickness remix -」のリミックスを担当[55]。
- 『META』（mui、2023年5月17日発売）
  - ピノキオピーの6thアルバム[56]。収録曲「匿名M」に音声で参加しており、楽曲中のインタビュー役を担当。同曲は2023年2月17日に配信シングルとして先行配信されており、合わせて公開されたMVにもイラストで登場している[57]。

##### 同人CD
- 『Compilation Album 理科室 "アルカリ盤"』（理科委員会、2010年7月19日頒布）
  - 「THE VOC@LOID M@STER13」（東京都立産業貿易センター 浜松町館）で頒布されたコンピレーション・アルバム。「くうかんじっけん」を提供。

#### キャラクターソング
| 発売日        | 歌             | 楽曲                             | 備考 |
| ------------- | -------------- | -------------------------------- | --- |
| 2018年5月21日 | ARuFa（ARuFa） | 「こんにちは、ARuFaです。」      | ブログ記事「一般人だけど『自分のキャラソン』が欲しかったのでプロに依頼した」 YouTube ARuFaキャラクターソング「こんにちは、ARuFaです。」 作詞・作曲：ピノキオピー のちにゲーム『WACCA』に収録                                                               |
| 2019年8月1日  | ARuFa（ARuFa） | 「ぼくの夢、メチャクソ無限湧き」 | WEB記事「素人だけど自分の歌を『音ゲー』に入れてほしくてお願いした話」 YouTube ARuFaオリジナルソング「ぼくの夢、メチャクソ無限湧き」 作詞：かめりあ、作編曲：t+pazolite & かめりあ ゲーム『WACCA』収録曲 のちにシングルアルバムとして配信                   |
| 2021年4月14日 | ARuFa（ARuFa） | 「さんさーら!」                  | WEB記事「一般人だけど20代最後なのでプロにオリ曲を作ってもらった」 YouTube ARuFaオリジナルソング「さんさーら！」 作曲・編曲：田中秀和（MONACA）、作詞：ピノキオピー YouTube公開の一日後シングルアルバムとして配信 のちにゲーム『WACCA』、『CHUNITHM』に収録 |
| 2023年8月26日 | ARuFa（ARuFa） | 「ベータソング」                 | 作詞・作曲・編曲：TAKU INOUE YouTube ARuFaオリジナルソング「ベータソング」 |

### CD

#### 『さんさーら！』
2021年4月14日にオモコロストアにて発売。発売元はomocoro records。ARuFaとダ・ヴィンチ・恐山が出演する、特典ラジオが視聴できるQRコードが封入されている。20代最後の節目を記念して制作された。
各種ストリーミングサービスにおいて、「さんさーら！」のみ配信されている。
収録楽曲
1. さんさーら！
作詞：ピノキオピー
作曲・編曲：田中秀和（MONACA）
2. さんさーら！(Instrumental ver.)

#### 『ベータソング』
2023年10月19日にオモコロストアにて発売。発売元はomocoro records。ARuFaとダ・ヴィンチ・恐山が出演する、特典ラジオが視聴できるQRコードが封入されている。YouTubeチャンネルの登録者数100万人を記念して制作された。
各種ストリーミングサービスにおいて、「ベータソング」のみ配信されている。
収録楽曲
1. ベータソング
作詞・作曲・編曲：TAKU INOUE
2. ベータソング (Instrumental ver.)
3. ベータソング (全部ARuFaの声ショートver.)

### DVD
- ARuFa 世界へ行く〜台湾編〜（2013年、GINGA）

### アニメ
- コトリサンバ（テレビ東京『おはスタ』内ショートアニメ） - 脚本（加藤陽一、加藤亮、山口むつおと共同）[68]

### バラエティ番組
- 上坂すみれのヤバい○○（2017年、TOKYO MX / BS11） - 構成（永野たかひろ、加藤亮と共同）

### ミュージック・ビデオ
- 星野源「MAD HOPE (feat. Louis Cole, Sam Gendal, Sam Wikes)」（2025年） - 監督[21]・撮影・編集[69]

## 出演

### DVD
- オモコロ大感謝祭 〜夏だ！海だ！山だ！やっぱりインターネットだ！〜（2019年8月10日、オモコロ・バーグハンバーグバーグ）[70]
- オモコロ わくわくクイズ祭（2021年9月14日、オモコロ・バーグハンバーグバーグ）[71][72]
- オモコロチャンネル大反省祭（2022年1月25日、オモコロ・バーグハンバーグバーグ）[73][74]
- オモコロ スーパーディナーショー 〜オンラインの宴〜（2022年5月17日、オモコロ・バーグハンバーグバーグ）[75]
- オモコロチャンネル ～最高のオンラインイベント～（2022年9月14日、オモコロ・バーグハンバーグバーグ）[76]
- 匿名ラジオイベント ～ワイワイはっぴぃトークショー～（2022年12月20日、オモコロ・バーグハンバーグバーグ）[77]
- オモコロカジノ ～人生を賭けた7つのゲーム～（2023年4月27日、オモコロ・バーグハンバーグバーグ）[78]
- オモコロチャンネルイベント 〜大感動2時間スペシャル〜（2023年8月8日、オモコロ・バーグハンバーグバーグ）[注 8][79]
- オモコロラジオ最強決定戦 〜Dream〜（2023年12月12日、オモコロ・バーグハンバーグバーグ）[80]
- オモコロデスゲーム（2024年5月21日、オモコロ・バーグハンバーグバーグ）[81]
- オモコロチャンネル ゴールデン（2024年8月27日、オモコロ・バーグハンバーグバーグ）[82]

### ラジオ
- 阿澄佳奈のキミまち！（2018年10月8日、文化放送）[83]
- 星野源のオールナイトニッポン（2025年4月22日、ニッポン放送）[84]

### ウェブドラマ
- 現実拡張スマホ仮面 第2話・第4話（2012年 - 2013年、ニコニコ動画・YouTube） - ザコ戦闘員 役

### ウェブラジオ
- ARuFa・恐山の匿名ラジオ（2016年6月22日 - 、オモコロ・YouTube）
- 相坂優歌と前田玲奈のトガリズム 第17回（2020年2月11日、音泉）[85]

### PV
- 『イッシュのポケモン言えるのか！』（2010年、ニコニコ動画・YouTube）- ダンサー役[86]
- ピノキオピー×鬱P「ゴージャスビッグ対談 feat. 初音ミク」（2014年）
- BiSH「JAM」（2018年）[87]
- 『匿名M』（2023年、ニコニコ動画・YouTube） - インタビュアー役

### CM
- サントリースピリッツ ジムビーム『ジムビームコーラで俺のターン 気分アゲアゲ篇』（2021年9月6日 - 12月6日）[88]
- サントリーフーズ クラフトボス 「『ニューニューなダンス・ARuFa』篇」（2022年4月）[89]
- サントリー THE STRONG 天然水スパークリング「GEKIAWA THE STRONG」(2022年5月)[90]
- サントリー 天然水スパークリング レモン「自動販売機の裏技がすごすぎた」(2022年10月)[91]

### その他
- 「エルシャダイ演ってみた」（2010年、ニコニコ動画）- 敵キャラ役[92]
- ピノキオピー2ndアルバム『しぼう』初回生産限定盤DVD オーディオコメンタリー（2014年）
- 「サントリー THE STRONG 天然水スパークリング」プロモーションアニメーション『GEKIAWA THE STRONG』（2022年）[93]
  - テーマソング「SPLaSh」の歌唱も担当し、MVも制作されている[94]。